# 아론 러엘

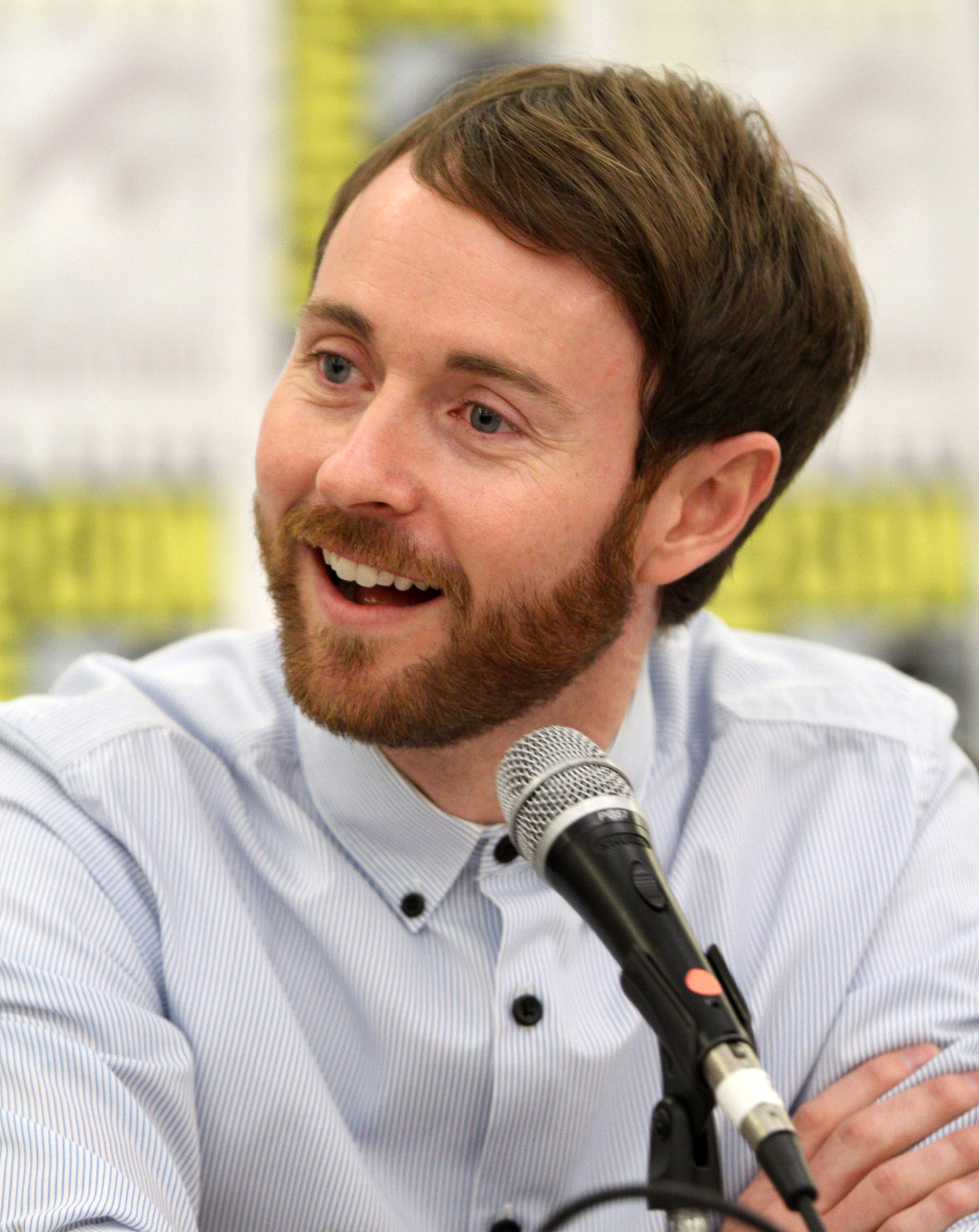

아론 러엘(Aaron Ruell, 1976년 6월 23일 ~ )은 미국의 사진가, 배우이다.
프레즈노에서 태어났다.

## 영화
- 온 더 로드 위드 쥬다스 (2007년)
- 나폴레옹 다이너마이트 (2004년) - 킵 역